# Raison sociale
On appelle raison sociale le nom des sociétés civiles qui doit impérativement figurer dans les statuts de la société. 
Il ne faut pas confondre ce terme avec la « dénomination sociale », terme utilisé pour une société commerciale ou avec l'objet social[réf. nécessaire].
En pratique dans le langage courant, ce terme est utilisé indifféremment qu’il s’agisse d’une société civile ou d’une société commerciale et désigne le nom légal de la société tel qu’il est défini dans ses statuts légaux et son immatriculation, une contrainte que n’ont pas les noms commerciaux.

## Par pays

### France
En France, la raison sociale doit comprendre le nom des associés indéfiniment responsables, ou de certains d’entre eux (on ajoute alors « et autres » ou « et Cie » aux noms présents dans la raison sociale)[source insuffisante].
La « raison sociale » s’y appliquait autrefois en France également aux sociétés en nom collectif ; c’était alors le terme désignant l’appellation de la société dans les cas où elle devait obligatoirement être constituée des noms, qualifications et titres professionnels des associés.

### Belgique
En Belgique, la raison sociale est le nom officiel de la personne morale, tel qu'il est repris dans les statuts et est publié au Moniteur belge.

### Québec
En droit québécois, le terme « raison sociale » était utilisé dans la « Loi sur les déclarations des compagnies et sociétés », mais cette loi a été abrogée et remplacée par la Loi sur la publicité légale des entreprises, qui utilise plutôt le terme « nom ».